# Lijst van voetbalinterlands Comoren - Mauritius
Deze lijst van voetbalinterlands is een overzicht van alle officiële voetbalwedstrijden tussen de nationale teams van de Comoren en Mauritius. De landen hebben tot op heden zes keer tegen elkaar gespeeld. De eerste ontmoeting was een wedstrijd op 22 oktober 2009 tijdens een vriendschappelijk toernooi in Praslin (Seychellen). Het laatste duel, een groepswedstrijd tijdens de COSAFA Cup 2019, werd gespeeld in Durban (Zuid-Afrika) op 29 mei 2019.

## Wedstrijden
| № | Plaats           | Datum            | Competitie                                        | Wedstrijd           | Uitslag |
| - | ---------------- | ---------------- | ------------------------------------------------- | ------------------- | ------- |
| 1 | Praslin          | 9 augustus 2011  | Vriendschappelijk                                 | Mauritius − Comoren | 2 − 0   |
| 2 | Curepipe         | 1 december 2012  | African Championship of Nations 2014 kwalificatie | Mauritius − Comoren | 2 − 0   |
| 3 | Mitsamiouli      | 15 december 2012 | African Championship of Nations 2014 kwalificatie | Comoren − Mauritius | 0 − 0   |
| 4 | Mitsamiouli      | 24 maart 2017    | Afrika Cup 2019 kwalificatie                      | Comoren − Mauritius | 2 − 0   |
| 5 | Belle Vue Maurel | 28 maart 2017    | Afrika Cup 2019 kwalificatie                      | Mauritius − Comoren | 1 − 1   |
| 6 | Durban           | 29 mei 2019      | COSAFA Cup 2019                                   | Comoren − Mauritius | 2 − 1   |

## Samenvatting
| Competitie                                   | Totaal gespeeld | Winst Comoren | Gelijk | Winst Mauritius | Doelsaldo Comoren – Mauritius |
| -------------------------------------------- | --------------- | ------------- | ------ | --------------- | ----------------------------- |
| Afrika Cup-kwalificatie                      | 2               | 1             | 1      | 0               | 3 − 1                         |
| African Championship of Nations-kwalificatie | 2               | 0             | 1      | 1               | 0 − 2                         |
| COSAFA Cup                                   | 1               | 1             | 0      | 0               | 2 − 1                         |
| Vriendschappelijk                            | 1               | 0             | 0      | 1               | 0 − 2                         |
| Totaal                                       | 6               | 2             | 2      | 2               | 5 − 6                         |

Wedstrijden bepaald door strafschoppen worden, in lijn met de FIFA, als een gelijkspel gerekend.
FCF · Comorees vrouwenelftal

Interlands
Tegenstander:
Angola ·
Botswana ·
Burkina Faso ·
Burundi ·
Centraal-Afrikaanse Republiek ·
Djibouti ·
Egypte ·
Ethiopië ·
Gabon ·
Gambia ·
Ghana ·
Guinee ·
Ivoorkust ·
Jemen ·
Kaapverdië ·
Kameroen ·
Kenia ·
Lesotho ·
Libië ·
Madagaskar ·
Malawi ·
Malediven ·
Mali ·
Marokko ·
Mauritanië ·
Mauritius ·
Mozambique ·
Namibië ·
Oeganda ·
Palestina ·
Seychellen ·
Sierra Leone ·
Swaziland ·
Togo ·
Tsjaad ·
Tunesië ·
Zambia ·
Zimbabwe ·
Zuid-Afrika
MFA · Mauritiaans vrouwenelftal
1947 – 1959 · 
1960 – 1969 · 
1970 – 1979 · 
1980 – 1989 · 
1990 – 1999 · 
2000 – 2009 · 
2010 – 2019 ·
2020 – 2029
Angola ·
Botswana ·
Burundi ·
Comoren ·
Congo-Brazzaville ·
Congo-Kinshasa ·
Djibouti ·
Egypte ·
Equatoriaal-Guinea ·
Ethiopië ·
Fiji ·
Gabon ·
Ghana ·
Guinee ·
Hongkong ·
India ·
Indonesië ·
Ivoorkust ·
Kaapverdië ·
Kameroen ·
Kenia ·
Lesotho ·
Liberia ·
Libië ·
Macau ·
Madagaskar ·
Malawi ·
Malediven ·
Mauritanië ·
Mongolië ·
Mozambique ·
Namibië ·
Nepal ·
Nieuw-Caledonië ·
Oeganda ·
Pakistan ·
Qatar ·
Rwanda ·
Saint Kitts en Nevis ·
Sao Tomé en Principe ·
Senegal ·
Seychellen ·
Singapore ·
Soedan ·
Swaziland ·
Syrië ·
Tanzania ·
Togo ·
Tsjaad ·
Tunesië ·
Zambia ·
Zimbabwe ·
Zuid-Afrika